# Informacijska služba Združenih narodov na Dunaju
Informacijska služba Združenih narodov na Dunaju (UNIS na Dunaju) je sestavni del mreže 63-ih informacijskih centrov Združenih narodov po vsem svetu, ki organizacijsko spadajo pod Oddelek za javno informiranje (DPI). Delijo si skupen cilj: pomagajo uresničevati cilje Združenih narodov preko obveščanja javnosti o aktivnostih in ukrepih OZN.

Informacijska služba ZN na Dunaju igra dvojno vlogo: prvič, kot informacijski center ZN pokriva štiri države – Avstrijo, Madžarsko, Slovaško in Slovenijo. Informacijska služba deluje kot lokalni glas ZN v teh državah s ciljem, da preko podajanja informacij ponuja vpogled v delo in cilje Združenih narodov. Tako sodeluje z mediji, vladami, akademsko sfero, šolami in nevladnimi organizacijami. Drugič, zagotavlja informacijsko podporo in storitve javnega obveščanja za delovanje Združenih narodov s sedežem na Dunaju, ter deluje kot sekretariat za platformo organov ZN odgovornih za javno obveščanje s sedežem na Dunaju.

## Vodeni ogledi in predavanja
Informacijska služba ZN na Dunaju pripravlja vodene oglede po Dunajskem mednarodnem centru, kjer je eden izmed štirih sedežev Združenih narodov. Ostali so še v New Yorku, Ženevi in Nairobiju. Služba za obiskovalce ponuja predavanja s strani osebja ZN, kjer se lahko obiskovalci seznanijo o delovanju ZN in organizacij s sedežem na Dunaju.

## Akreditacija za novinarje
Informacijska služba ZN na Dunaju izdaja letne akreditacije na podlagi določenih kriterijev za bona-fide predstavnike medijev, ki pišejo o temah povezanih s sistemom ZN. Akreditirani novinarji pri ZN prejmejo dostop do Dunajskega mednarodnega centra, informacije o dogodkih sistema ZN na Dunaju in širše ter prejemajo vabila na dogodke in tiskovne konference, ki se organizirajo na Dunajskem mednarodnem centru.

## Služba za stike z nevladnimi organizacijami
Preko 1500 nevladnih organizacij z močnimi programi informiranja o temah pomembnih za ZN sodeluje z Oddelkom za javno informiranje, preko česa se ZN povezuje z ljudmi po svetu. Služba za stike z nevladnimi organizacijami pri Informacijski službi ZN na Dunaju vzdržuje bazo okrog 400 lokalnih predstavnikov NVO, raziskovalnih inštitutov, političnih predstavnikov in pobud civilne družbe.

## Publikacije in informacijsko gradivo
Informacijska služba ZN na Dunaju pripravi širok nabor informacijskega gradiva o delu Združenih narodov in aktualnih mednarodnih temah, vključno s sporočili za javnost v nemškem, madžarskem, slovaškem in slovenskem jeziku, informativnimi bilteni, sporočili generalnega sekretarja in informacijami o delu organizacij s sedežem na Dunaju v angleščini in drugih jezikih. Vse publikacije so dostopne na spletni strani Informacijske službe ZN.

## Knjižnica/referenčna dejavnost
Knjižnica Informacijske službe ZN je depozitar gradiv, ki pokrivajo informacije s celotnega področja delovanja sistema Združenih narodov. Tam se najdejo referenčni dokumenti, resolucije Varnostnega sveta zadnje publikacije iz proste prodaje, zadnja poročila ZN in veliko več. Na razpolago imamo tudi plakate ZN in raznovrstno promocijsko gradivo. Referenčna knjižnica Informacijske službe ZN na Dunaju je odprta za obiskovalce, novinarje in študente (obvezen vnaprejšnji dogovor) ter za osebje ZN. Knjižnica ponuja širok spekter referenčnega gradiva iz vseh področij sistema ZN, še posebej v povezavi z organizacijami ZN s sedežem na Dunaju, ki se ukvarjajo z nadzorom nad drogami, preprečevanjem kriminala in zadevami, ki se dotikajo vesolja. Informacijsko in promocijsko gradivo (letake, poročila in plakate) ter plačljive publikacije so v omejenih količinah na voljo brezplačno. UNIS knjižnica lahko tudi pomaga zainteresiranim posameznikom in institucijam najti želene dokumente ZN.